# The Man (canción de Taylor Swift)
«The Man» (En español: «El Hombre») es una canción de la cantante estadounidense Taylor Swift. Se estrenó junto a su séptimo álbum de estudio, Lover el 23 de agosto de 2019 y fue lanzada el 27 de enero de 2020 a través de Republic Records como el cuarto sencillo del álbum. Swift escribió y produjo la canción junto a Joel Little. Musicalmente, es una canción de synth-pop que contiene armonías llamativas y sintetizadores turbios. Durante una producción uptempo, Swift imagina el trato que los medios le hacen si fuera un hombre. La canción recibió elogios de los críticos, que elogiaron su mensaje feminista. Swift abrió su actuación en los Premios American Music 2019 con la canción, donde fue galardonada con el premio «Artista de la década».
En Estados Unidos, la canción alcanzó el número 23 en el Billboard Hot 100 y el número 4 en el Rolling Stone Top 100. También entró en el top 40 en las listas de Australia, Bélgica, Canadá, Eslovaquia, Estonia, Hungría, Irlanda, Malasia, Noruega, Nueva Zelanda, Reino Unido, República Checa y Singapur.

## Antecedentes y composición
El proceso de grabación del séptimo álbum de estudio de Swift, Lover, tomó menos de tres meses y concluyó en febrero de 2019. Joel Little fue revelado como uno de los productores del álbum con el lanzamiento del sencillo principal «Me!» en abril. El coescribió y coprodujo cuatro de las dieciocho pistas para el álbum. El título de la canción fue revelado junto con una parte de la letra, «I'd be a fearless leader. I'd be an alpha type. When everyone believes ya: What's that like?», en una entrevista de Vogue publicada el 8 de agosto de 2019.
«The Man» es una canción de synth-pop que presenta armonías llamativas y sintetizadores turbios. Durante una producción uptempo, Swift imagina el trato que recibiría por parte de los medios si fuera hombre. Ella desafía los dobles raseros sexistas de la sociedad, con letras que incluyen una referencia notable al actor estadounidense Leonardo DiCaprio. Swift usa al actor como un ejemplo para explicar el sexismo, cantando «And they would toast to me, oh, let the players play/I'd be just like Leo in Saint-Tropez». En unas tomas en una entrevista con Billboard En diciembre de 2019, Swift dijo que escribió la canción no solo por experiencia personal, sino también por escuchar las experiencias generales de las mujeres que trabajan en todas las partes de la industria de la música. Ella agregó: 

Nosotras [las mujeres] tenemos que curar y atender todo, pero tenemos que hacer que parezca un accidente. Porque si cometemos un error, es nuestra culpa, pero si hacemos una estrategia para no cometer un error, estamos calculando. Hay un poco de algo maldito si hacemos, maldita sea si no hacemos música.

De acuerdo con Gil Kaufman de Billboard, la canción es una declaración en punta sobre «cuánto más necesitan trabajar las mujeres que los hombres para llegar a la misma línea de meta». Jason Lipshutz, de la misma revista, describió la canción como una "mirada mordaz a la dinámica de género tanto en la industria pop como en la cultura impulsada por las celebridades», y señaló que "está compuesta sonoramente de un ritmo retumbante y sintetizadores crepitantes, y líricamente proporciona un humor irónico y una perspectiva honesta".

## Recepción crítica
«The Man» recibió elogios por parte de los críticos de música, quienes elogiaron sus letras sobre el sexismo y el empoderamiento de las mujeres.
Spencer Kornhaber, de The Atlantic, describió a «The Man» como «una de las canciones más directas y pegadizas» de Lover, y la llamó la «declaración musical más explícita de Swift sobre el sexismo». Él opinó que la referencia a DiCaprio es la línea «más memorable» de la canción. Brittany Hodak de Forbes, la elogió como «la canción más importante que ha escrito [Swift]». También declaró que la canción es «una representación brillante del sexismo sutil y no tan sutil que las mujeres enfrentan todos los días». Raisa Bruner, de Time, calificó la canción como «una bomba explosiva y poderosa», que es «un himno para cualquiera que se sienta bloqueado por el doble rasero sexista». Al comparar la canción con el álbum de Swift de 2017, Rob Sheffield de Rolling Stone describió «The Man» como «una bomba feminista justa que Reputation podría haber usado». Carl Wilson, de Slate,opinó que la canción «amplía la lente y hace un caso más convincente para sus quejas [de Swift] que en cualquier canción que haya escrito». Luego describió la canción como un «modo de puntal de sintetizador que recuerda mucho a Haim» que «apunta a la industria de la música sexista y a los dobles estándares de los medios y sigue disparando».
Al escribir para Elite Daily, Sade Spence y Kristen Perrone declararon que la letra de la canción es «súper atrevida y lleva un mensaje poderoso sobre las mujeres». Afirmaron además que la canción es una adición al «legendario canon de astutas interpretaciones del sexismo» en la música. Allie Gemmill de Teen Vogue declaró que la canción «les da permiso a las mujeres para seguir desafiando los dobles estándares sexistas, y los fanáticos están aquí para eso», y agregó que la canción «feroz» incluye «muchas letras increíblemente buenas». Escribiendo para Billboard, Jason Lipshutz lo calificó como «un atasco completo» y lo clasificó como el 12º mejor tema del álbum, y amplió aún más que «llamará la atención por su temible tema, pero también es una de las producciones más completas de Lover. Gab Ginsberg de la misma revista opinó que «The Man» es «pegadiza como todas
s». Escribiendo para The New York Times, Jon Caramanica describió la canción «excelente y puntiaguda» y declaró que la canción es una «versión severa del synth-pop» sobre el sexismo. Jordan Sargent de Spin comparó negativamente la canción con «You Need to Calm Down», afirmando que la letra «If I was a man, then I'd be the man», realmente no ofrece mucha información.

## Rendimiento comercial
Tras el lanzamiento de Lover, «The Man» debutó en el número 23 en la lista Billboard Hot 100 de Estados Unidos en la semana del 7 de septiembre de 2019. En Europa, la canción ingresó en el número 16 en Irlanda, 62 en Países Bajos, 24 en Noruega, 82 en Escocia, 63 en Suecia y 80 en Suiza. Alcanzó el número 21 en el UK Singles Chart de Reino Unido. «The Man» tuvo más éxito comercial en Oceanía, llegando al número 17 en Australia y 15 en Nueva Zelanda.

## Presentaciones en vivo
El 9 de septiembre de 2019, Swift realizó una versión acústica de la canción en un concierto único, City of Lover en París, Francia. El 11 de octubre, interpretó una versión acústica de la canción en un Tiny Desk Concert para NPR Music.
Durante la entrega anual número 47 de los Premios American Music, celebrada el 24 de noviembre de 2019 en Los Ángeles, Swift realizó una mezcla de sus éxitos que incluyeron «The Man».

## Premios y nominaciones
| Año  | Premiación              | Categoría                      | Resultado | Ref.   |
| ---- | ----------------------- | ------------------------------ | --------- | ------ |
| 2020 | MTV Video Music Awards  | Vídeo del Año                  | Nominado  | [ 32 ] |
| 2020 | MTV Video Music Awards  | Mejor Video con Mensaje Social | Nominado  | [ 32 ] |
| 2020 | MTV Video Music Awards  | Mejor Dirección                | Ganador   | [ 32 ] |
| 2020 | MTV Europe Music Awards | Mejor Vídeo                    | Nominado  |        |
| 2021 | BMI Pop Awards          | Reconocimiento especial        | Ganador   | [ 33 ] |

## Créditos y personal
Créditos adaptados de Tidal.
- Taylor Swift - voz, compositora, productora
- Joel Little - productor, compositor, programador de batería, teclados, ingeniero de grabación, personal de estudio
- John Hanes - ingeniero de mezclas
- Serban Ghenea - mezclador
- John Rooney - ingeniero asistente de grabación

## Posicionamiento en listas
| Lista (2019)                           | Mejores posición |
| -------------------------------------- | ---------------- |
| Australia (ARIA)                       | 17               |
| Austria (Ö3 Austria Top 40)            | 66               |
| Canadá (Canadian Hot 100)              | 21               |
| Escocia (Scottish Singles Sales Chart) | 82               |
| Eslovaquia (Singles Digitál Top 100)   | 31               |
| Estonia (Eesti Ekspress)               | 34               |
| Estados Unidos (Billboard Hot 100)     | 23               |
| Estados Unidos (Digital Songs)         | 32               |
| Estados Unidos (Rolling Stone Top 100) | 4                |
| Hungría (Stream Top 40)                | 30               |
| Irlanda (IRMA)                         | 16               |
| Lituania (AGATA)                       | 24               |
| Malasia (RIM)                          | 12               |
| Nueva Zelanda (Recorded Music NZ)      | 15               |
| Noruega (VG-lista)                     | 24               |
| Países Bajos (Mega Single Top 100)     | 62               |
| Portugal (AFP)                         | 52               |
| Reino Unido (UK Singles Chart)         | 21               |
| República Checa (Rádio Top 100)        | 33               |
| Singapur (RIAS)                        | 10               |
| Suecia (Sverigetopplistan)             | 63               |
| Suiza (Schweizer Hitparade)            | 80               |

## Certificaciones
| País           | Organismo | Certificación | Ventas certificadas |
| -------------- | --------- | ------------- | ------------------- |
| Estados Unidos | RIAA      | Platino       | 1.000.000           |
| Reino Unido    | BPI       | Plata         | 200.000             |

## Historial de lanzamiento
| Región         | Fecha                | Formato                     | Discografía      | Ref.   |
| -------------- | -------------------- | --------------------------- | ---------------- | ------ |
| Varios         | 23 de agosto de 2019 | Descarga digital, Streaming | Republic Records | [ 48 ] |
| Estados Unidos | 27 de enero de 2020  | Hot adult contemporary      | Republic Records | [ 49 ] |
| Estados Unidos | 28 de enero de 2020  | Contemporary hit radio      | Republic Records | [ 50 ] |
| Australia      | 28 de enero de 2020  | Contemporary hit radio      | Republic Records | [ 51 ] |